# Kasteel van Bouillon

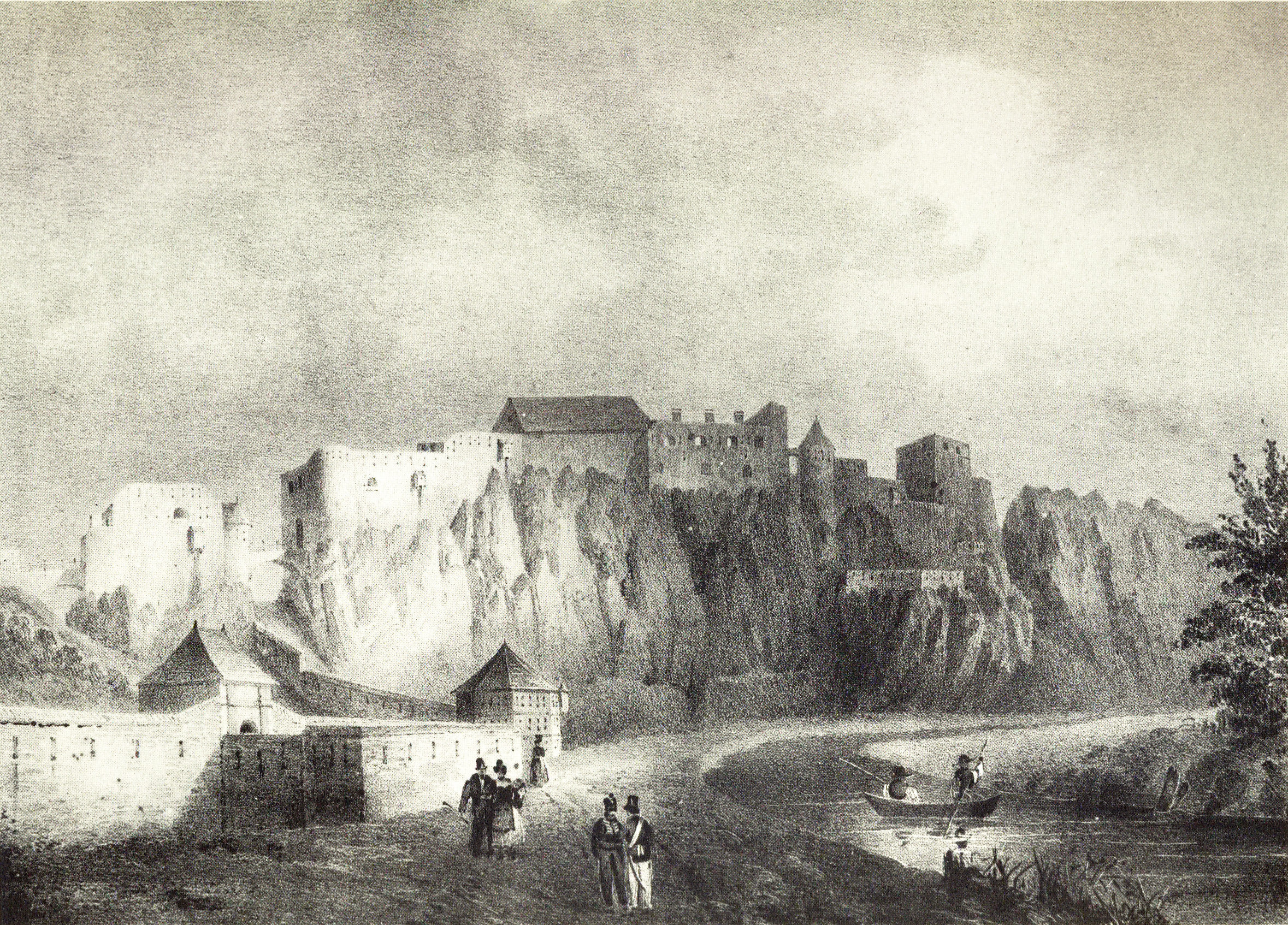
Het kasteel rond 1834

Het Kasteel van Bouillon is een hoogteburcht van middeleeuwse oorsprong die het Belgische stadje Bouillon in de provincie Luxemburg domineert. De burcht is strategisch gelegen op een lange rotskam in een lus van de rivier de Semois, die er aan twee kanten langs stroomt. De vesting bestaat uit drie delen die door bruggen met elkaar verbonden zijn tot een aaneengesloten geheel. De bekendste bewoner was Godfried van Bouillon, die het kasteel in 1096 verpandde om zijn deelname aan de Eerste Kruistocht te financieren. De burcht in Bouillon was nooit een kasteel met prinselijke allure, maar een militaire versterking op de weg van Reims via Luik naar Aken, ter verdediging van het zuidelijke gedeelte van het Prinsbisdom Luik. De militaire functie bleef behouden tot na de Belgische Revolutie in 1830 en noopte meermaals tot grondige verbouwingen om te voldoen aan de vereisten van de wijzigende krijgsvoering en om weerstand te bieden tegen steeds krachtiger artillerie. Toch zijn veel oorspronkelijke elementen bewaard en bleef de sfeer van een middeleeuwse ridderburcht aanwezig.

## Geschiedenis
De oorsprong van de burcht is terug te voeren naar de vroege middeleeuwen. Een eerdere versterking, mogelijk ontstaan in de tijd van Kelten, lag iets zuidwestelijk van de huidige burcht op een hoogte genaamd La Ramonette. Ze werd voor het eerst vermeld in een brief van aartsbisschop Adalbero van Reims aan zijn broer Godfried de Gevangene in 988. Het was een versterkte wachttoren behorend tot de familie Ardennen-Bouillon, die er haar schat bewaarde en munt liet slaan. De nederzetting errond was het enige stedelijke centrum in de heerlijkheid Bouillon. De heersers gaven het bestuur van het kasteel in handen van een erfelijke burggraaf en stelden de Sint-Hubertusabdij onder hun bescherming.
In de 11e eeuw behoorde de versterking aan hertog Gozelo I van Lotharingen. In de periode 1050-1067 bouwde zijn kleinzoon Godfried II met de Baard een burcht op de huidige plaats, werken waarvoor hij landlieden van de abdij opeiste. Onder zijn bewind verrees een grote donjon, een versterkte slottoren van 26 bij 13 meter bestaande uit drie verdiepingen. Dat bouwwerk bleef bestaan tot het in 1824 werd gesloopt om plaats te maken voor kazernegebouwen. Op zijn sterfbed in 1069 stond Godfried met de Baard allerlei bezittingen af aan de monniken, maar zijn opvolger Godfried III van Lotharingen vond het te veel om te eerbiedigen.
In 1076 erfde Godfried van Bouillon de heerlijkheid van zijn kinderloze oom Godfried III. Vlak voor zijn vertrek naar het Heilig Land met de Eerste Kruistocht in 1096 verpandde hij zijn gebied aan het Prinsbisdom Luik om geld te verkrijgen. Doordat  Godfried van Bouillon niet levend terug keerde van de Kruistocht en hij noch zijn broers mannelijke nakomelingen hadden, verviel Bouillon aan het prinsbisdom.
Bouillon bleef vijf eeuwen in het bezit van de prins-bisschoppen, maar niet onbetwist. Reinoud I van Bar beweerde in 1129 rechten te hebben op Bouillon wegens verwantschap met de hertogen van Neder-Lotharingen. Hij veroverde de burcht in 1134, maar prins-bisschop Alberon II van Namen kon het kasteel in 1141 terugnemen.
In de 15e en 16e eeuw waren de burcht en het graafschap Bouillon een twistpunt tussen de prins-bisschop van Luik en het Huis van der Mark. In 1482 slaagde Willem I van der Marck erin het kasteel en de heerschappij over Bouillon over te nemen.
Gedurende de Frans-Habsburgse rivaliteit in de aanloop naar de Italiaanse Oorlog viel Robrecht III van der Marck, voor rekening van de Franse koning Frans I, Luxemburg aan, dat eigendom was van de Habsburgse keizer Karel V. Daarop viel in 1521 een keizerlijk leger van 5000 man en 1500 paarden het gebied van De la Marck binnen. Als represaille werden alle eigendommen van De La Marck vernietigd. De burcht van Bouillon werd verwoest en Karel V gaf de heerschappij over Bouillon en de burcht terug aan het prinsbisdom. 
De burcht werd weer opgebouwd onder prins-bisschop Joris van Oostenrijk. De donjon werd behouden als residentie en uitgebreid. Er kwamen meer platformen om kanonnen op te stellen. Uit die tijd stamt de 'Oostenrijkse toren' van 1551, die het kasteel nog steeds domineert. Geregeld bleven de Van der Marks de heerschappij van de prins-bisschoppen onderbreken.
In 1676 veroverde Frankrijk terug Bouillon tijdens de oorlogen van Lodewijk XIV. Hij maakte er een autonoom hertogdom van onder Frans protectoraat, met als eerste hertog Godfried Maurits de la Tour d'Auvergne. Voor de versterking van de grenzen van Frankrijk liet Lodewijk XIV verdedigingsgordels bouwen onder leiding van de militaire architect, ingenieur en fortenbouwer Sébastien Le Prestre de Vauban. Aan de noordgrens zorgde Vauban voor een dubbele verdedigingslinie, waarvoor hij nieuwe forten liet bouwen en steden en oude vestingen versterken. De burcht van Bouillon werd door Vauban versterkt tot een fort dat ook moderne artillerie kon weerstaan door een extra omwalling opgevuld met aarde en versterkt met negen bastions. Daarvan zijn er drie bewaard.
De laatste verbouwing tot een kazerne werd uitgevoerd onder Willem I der Nederlanden als Luxemburgs groothertog tussen 1815 en 1830. Onder meer de middeleeuwse donjon werd gesloopt en er kwamen barakken om troepen te huisvesten. Na de Belgische Revolutie in 1830 werd Bouillon toegewezen aan België en verminderde de militaire betekenis van de burcht tot hij in verval raakte. In 1853 kreeg de verlaten burcht een toeristische bestemming.
Na de Slag bij Sedan in 1870 werden sommige delen van het kasteel gebruikt als ziekenhuis door het Pruisische leger.
In 1892-1893 werden bouwwerken uit de Hollandse periode, die men niet meer vond passen bij de burcht, weer afgebroken.

## Uitzicht
Boven een rotsmassa van 340 m x 40 m torent de burcht 50 meter boven de Semois. De gebouwen uit de 11e eeuw, zoals de slottoren (donjon) en twee bijhorende torens, zijn verdwenen. Uit dat tijdperk zijn er nog onderaardse gangen. Een uit de 13e eeuw stammende Godfried-van-Bouillon-zaal is uitgehakt in de rotsen. Ook is er een 65 m diepe waterput, waardoor er tijdens belegeringen steeds drinkwater was.  
De burcht veranderde meermaals van uitzicht door extra vestigingswerken en transformaties, onder meer op het einde van de middeleeuwen en in de 16e en 17e eeuw. De gebouwen die momenteel zichtbaar zijn, zijn allemaal van in en na de 16e eeuw. De dominante Oostenrijkse toren stamt uit 1551.

## Galerij

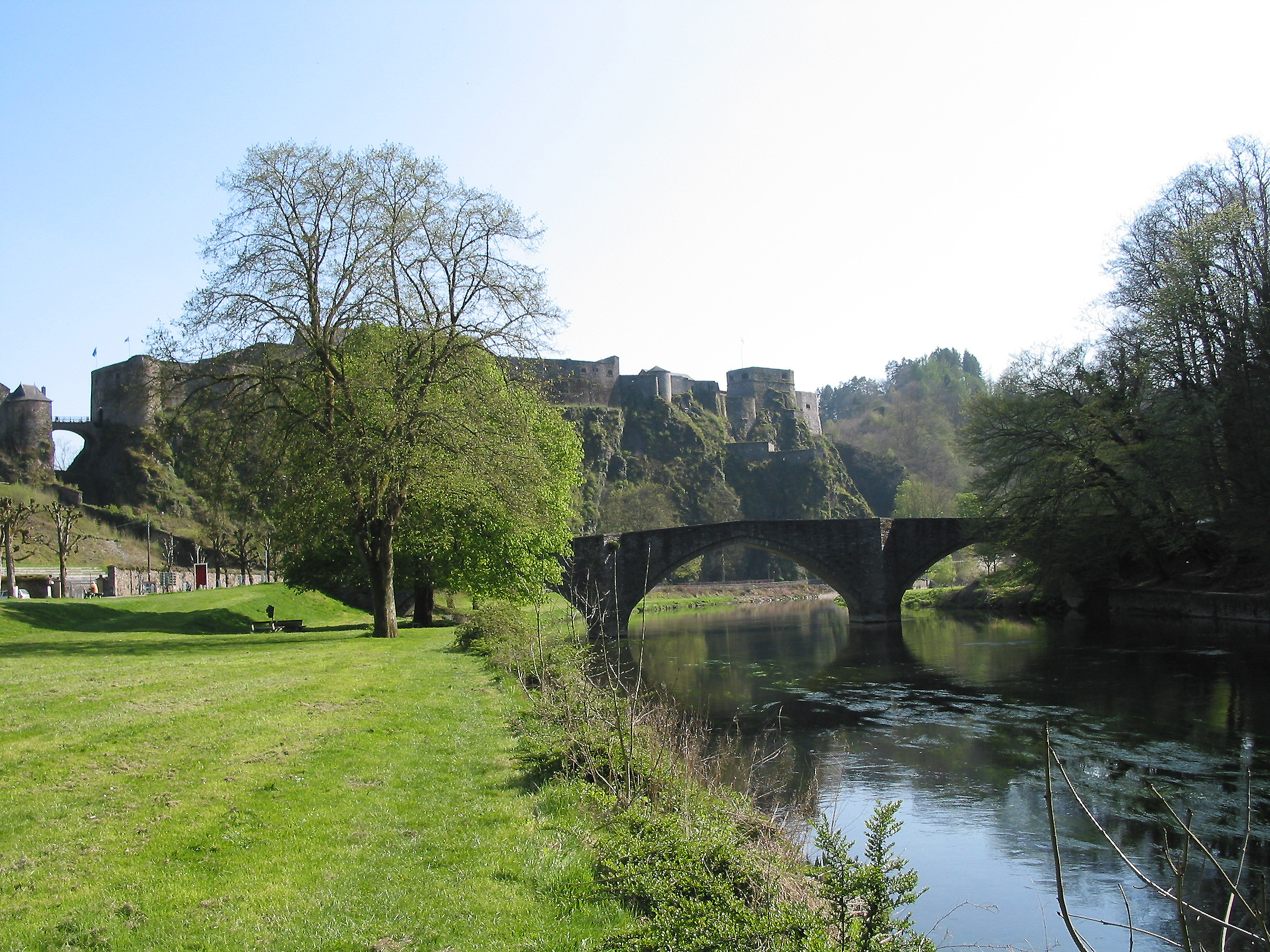
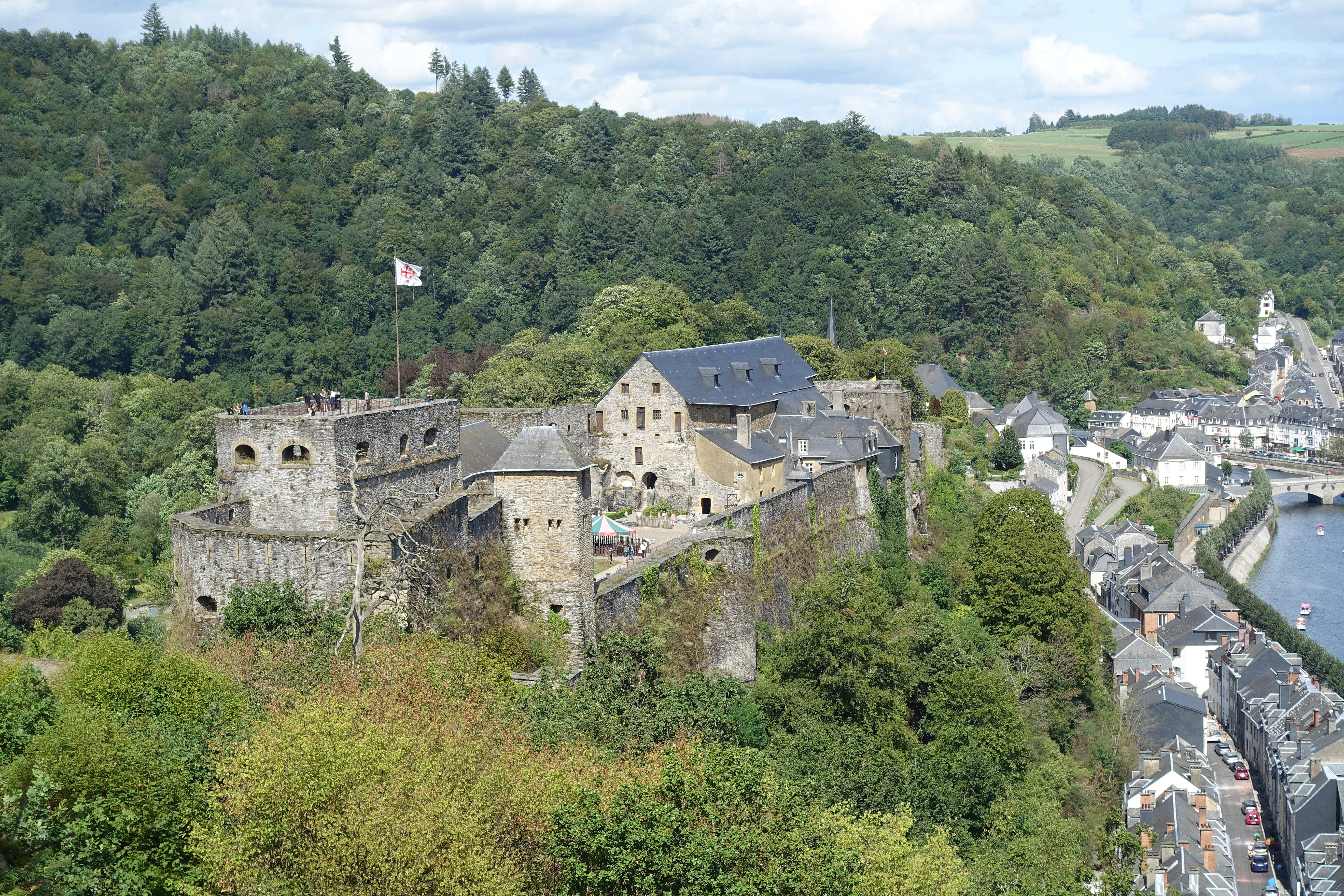
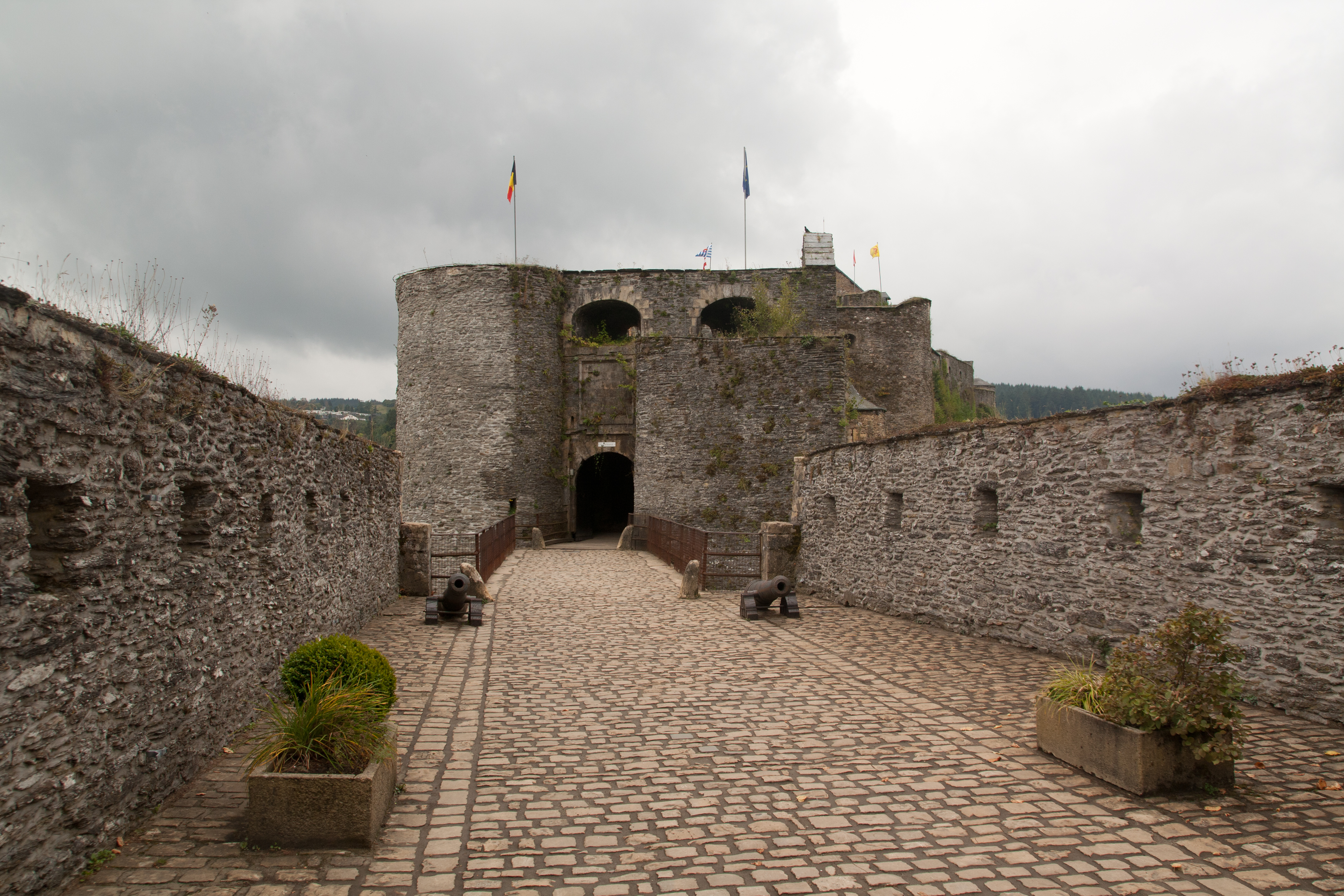
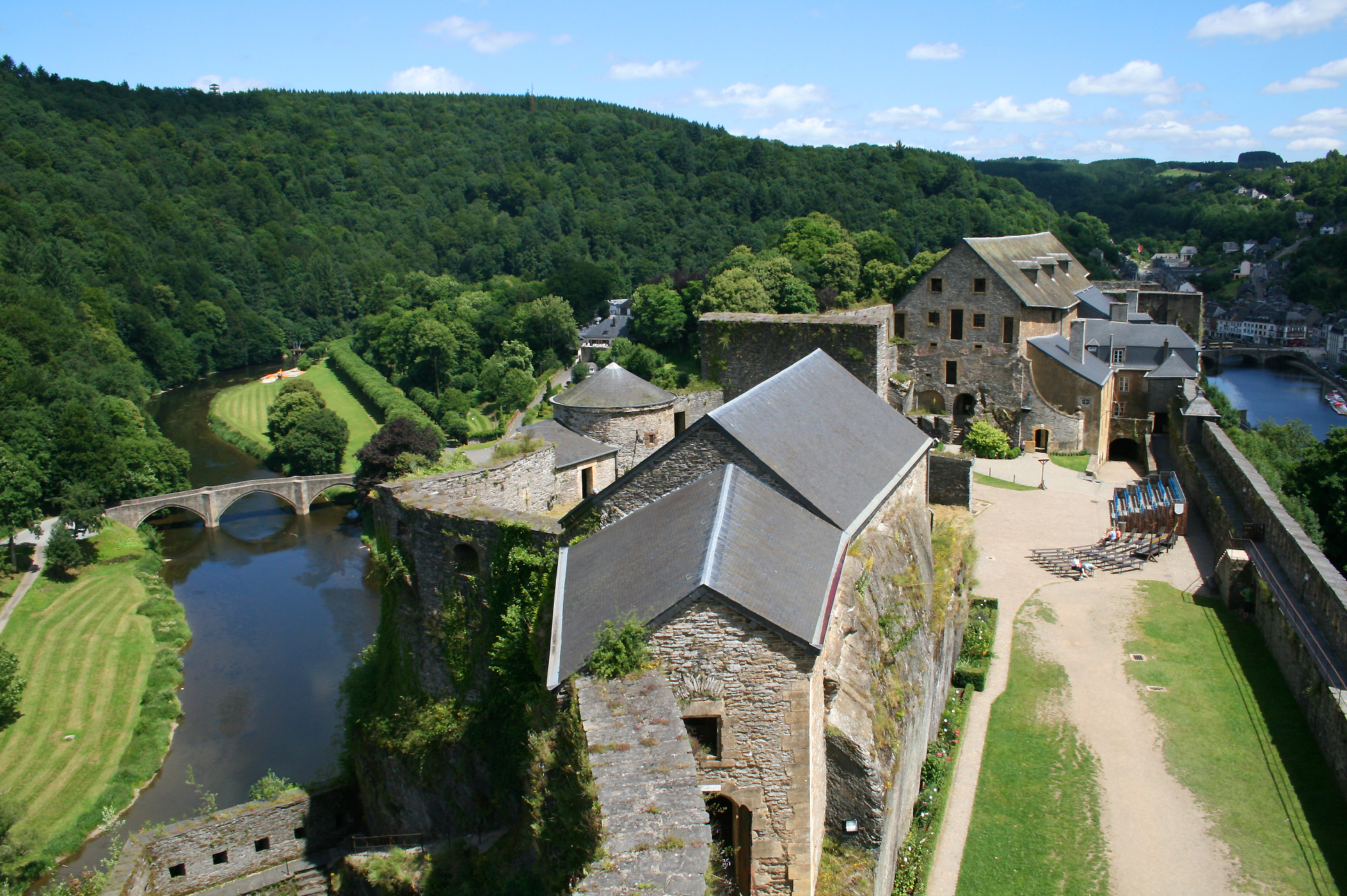
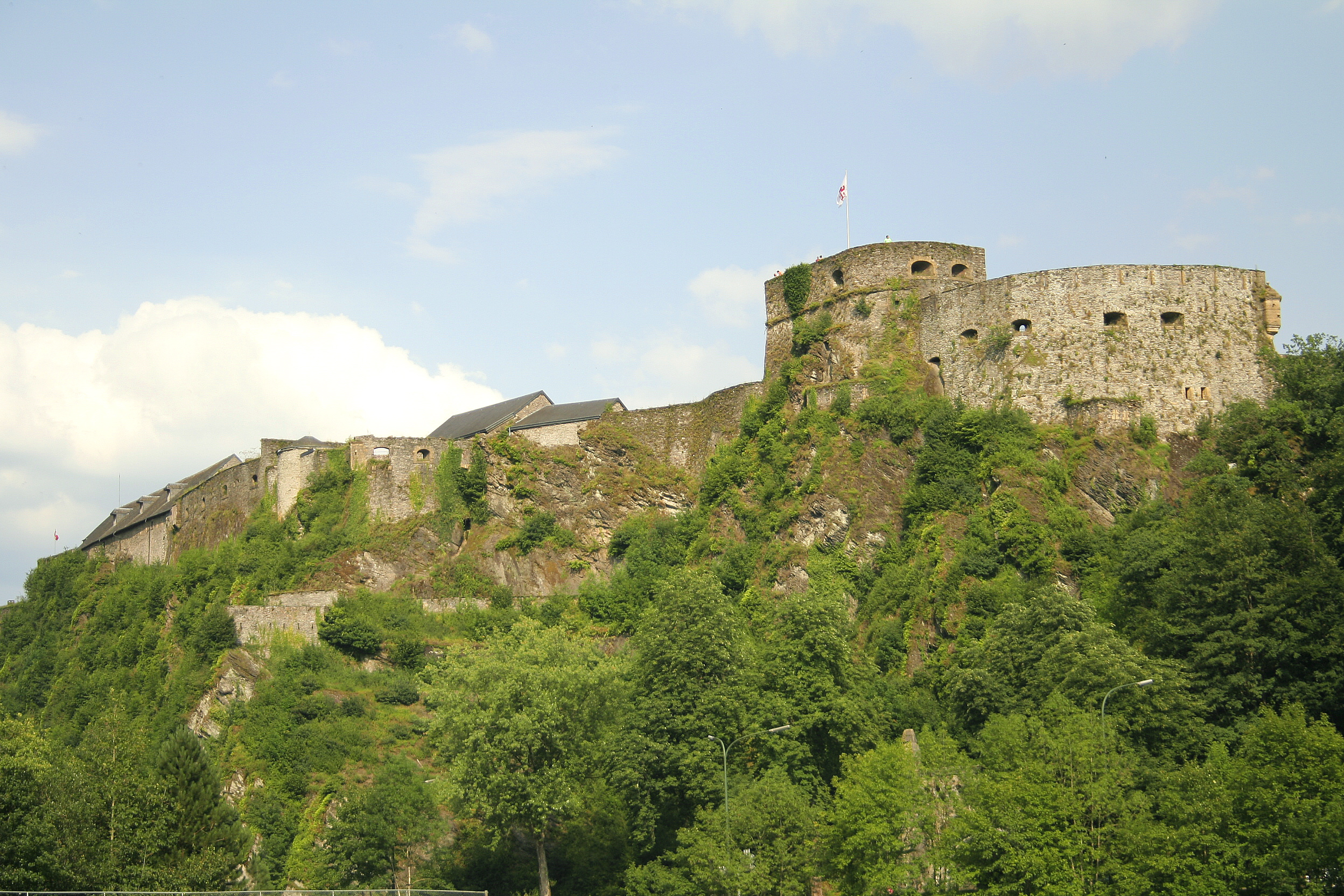
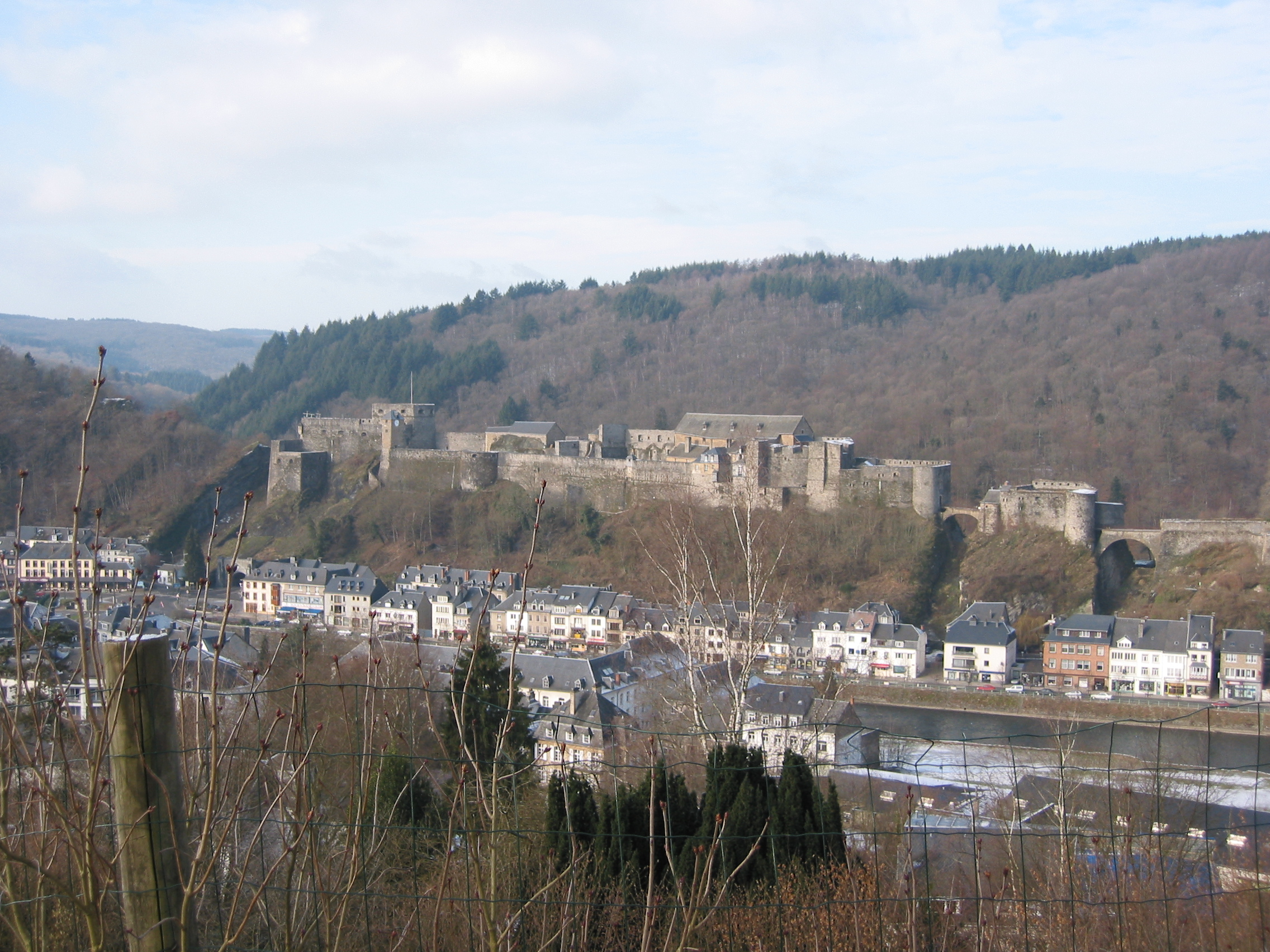

## Trivia
De film Redbad (2018) werd gedeeltelijk opgenomen in het kasteel in Bouillon.